# Cosmo (Marvel Comics)
Cosmo è un personaggio fittizio apparso in Marvel Comics. È un cane superevoluto dotato di poteri psichici che indossa una tuta da cosmonauta. Fece la sua prima apparizione come comprimario di Nova I sulle pagine di Nova n.8, del gennaio 2008. In seguito divenne membro fisso della seconda formazione dei Guardiani della Galassia.

## Biografia del personaggio
In origine Cosmo era un cane usato come cavia dal programma spaziale sovietico. Durante gli anni '60 venne lanciato nell'orbita terrestre, ma andò alla deriva nello spazio aperto arrivando ad Ovunque, una stazione spaziale ricavata all'interno della testa di un Celestiale. Durante il viaggio subì una mutazione, in seguito alla quale acquisì intelligenza umana, la capacità di parlare e grandi poteri telepatici e telecinetici. Inizialmente Cosmo era il responsabile della sicurezza di Ovunque ed insieme a Nova indagò su una serie di omicidi avvenuti sulla stazione.
In seguito, quando Star-Lord creò la seconda formazione dei Guardiani della Galassia, scelse Ovunque come quartier generale e Cosmo si unì al gruppo in qualità di coordinatore delle missioni.
Dopo la scomparsa di Star-Lord (sacrificatosi insieme a Nova per intrappolare un redivivo Thanos nel cosiddetto Cancroverso), Cosmo ne raccolse le ultime volontà e contattò Silver Surfer, Ronan l'accusatore, Quasar, Beta Ray Bill e Gladiatore, per convincerli a formare un supergruppo di "pesi massimi" che potesse difendere efficacemente l'Universo (i "Devastatori").

## Poteri e abilità
Oltre ad avere tutte le caratteristiche fisiche e i sensi di un cane, Cosmo è dotato di intelletto umano e della capacità di parlare (parla in terza persona e usa spesso termini russi come intercalare). Inoltre è un abile e potente telepate, in grado anche di spegnere le menti altrui, e un telecineta.

## Altri media

### Marvel Cinematic Universe
(James Gunn)
Cosmo compare all'interno del Marvel Cinematic Universe, e il cane spaziale, a differenza dei fumetti, si presenta di sesso femminile e viene doppiata (e interpretata in tramite motion capture) da Maria Bakalova. Il personaggio è un cane di origini sovietiche con un forte accento russo e dotato di poteri telepatici e telecinetici.
- Cosmo fa la sua prima apparizione nel film Guardiani della Galassia (2014), come esemplare vivente nella collezione di Taneleer Tivan, e durante la scena dopo i titoli di coda insieme al Collezionista e ad Howard il papero.[4]
- Cosmo compare anche nella prima serie animata dell'MCU What If...? (2021).
- Cosmo debutta nella squadra dei Guardiani della Galassia, nello speciale natalizio Guardiani della Galassia Holiday Special (2022), dove mostra per la prima volta i suoi poteri.
- In Guardiani della Galassia Vol. 3 (2023), Cosmo assume un ruolo importante in cui entrerà nella nuova squadra dei guardiani sotto la guida di Rocket Raccoon.

### Televisione
- Cosmo compare nella serie animata Ultimate Spider-Man.
- Cosmo compare nuovamente nella serie animata Guardiani della Galassia.

### Videogiochi
- Marvel's Guardians of the Galaxy (2021) qui è riproposto al maschile, come in origine.